# 卢强
卢强（1936年5月19日—2022年12月23日），男，安徽无为人，中国自动控制和电力系统动态学专家，清华大学教授。

## 生平
1964年清华大学电机系研究生毕业。1991年当选为中国科学院院士（学部委员）。2002年12月19日，民主同盟举行九届一中全会，他当选为民盟中央副主席。
2022年12月23日在北京病逝，享年86岁。